# Dogoia fulvescens
Dogoia fulvescens is een vlinder uit de familie van de Nachtpauwogen (Saturniidae), uit de onderfamilie van de Saturniinae.
De wetenschappelijke naam van de soort is voor het eerst gepubliceerd door Léon Sonthonnax in 1898.
De soort komt voor in Congo-Kinshasa.